# Nemezij
Nemezij (Nemesius, Emesius) je bil krščanski filozof (deloval ok. leta 390), ki je napisal delo O človeški naravi (De Natura Hominis). Bil je škof v Emesi. 
V svojem delu O človekovi naravi (De Natura Hominis) je poskušal uskladiti medicinsko antropologijo in pogansko filozofijo s krščansko teologijo. To delo je imelo velik vpliv na kasnejše bizantinsko in arabsko filozofijo ter sholastiko. Glavna vira tega antropološkega dela sta Aristotel in Galen
Bil je tudi psihološki teoretik in eden prvih zagovornikov, da so različni deli možganov zadolženi za različne funkcije. 

## Življenje
O njegovem življenju nimamo veliko podatkov razen tega, da je bil škof Emese. Ne moremo ga niti podrobno umestiti. Vemo, da je živel med drugo polovico četrtega stoletja in prvo polovico petega stoletja. Iz nekaterih dokazov lahko sklepamo, da je bil poleg teorije vešč tudi medicinske prakse. Skozi celotno življenje se je močno zanimal za helenistično miselnost. 

## De Natura Hominis
O naravi človeka je njegovo najbolj znano delo. Ni zgolj splošno spekulativen. Kot mnogi od krščanskih in poganskih sodobnikov je združil vplive platonizma, aristotelizma in stoične filozofije ter jih skupaj s takratnim znanjem o medicini v antropološko delo, ki vsebuje podrobnosti o človeški fiziologiji in funkcijah posameznih organov, vse skupaj motreno s teološkega vidika V tem delu opiše svojo teorije božje milosti.  Nemezij z božjo milostjo razlaga, zakaj smo individualno drugačni drug od drugega. Pravi, da bi bili brez nje vsi enaki. V tej teoriji razlaga tudi hierarhijo bogov, božji vpliv na svet in človekovo moralo.
Albert Veliki in Tomaž Akvinski sta zmotno mislila, da je avtor tega dela Gregor iz Nise.

## Drugi ljudje z imenom Nemezij
Nemezij je bilo v tistem čase zelo pogosto ime. V virih se največkrat pojavlja še nek drugi Nemezij, ki je živel v Aleksandriji v Egiptu in je umrl kot mučenik leta 307.